# 奧拉瓦里亞機場
奧拉瓦里亞機場(Olavarría Airport IATA代码：）是服务阿根廷奧拉瓦里亞的机场
奧拉瓦里歸航台 (Ident: OLA)位於農田上。

## 外部連結
- OpenStreetMap - Olavarria Airport （页面存档备份，存于）
- 在大圆制图人（Great Circle Mapper）上的Olavarría Airport机场信息